# Železničná spoločnosť Slovensko a.s.
A Železničná spoločnosť Slovensko a.s. (magyarul: Szlovákiai Vasúttársaság Rt., rövidítve: ZSSK) Szlovákia személyszállítással foglalkozó állami vasúttársasága.

## Története

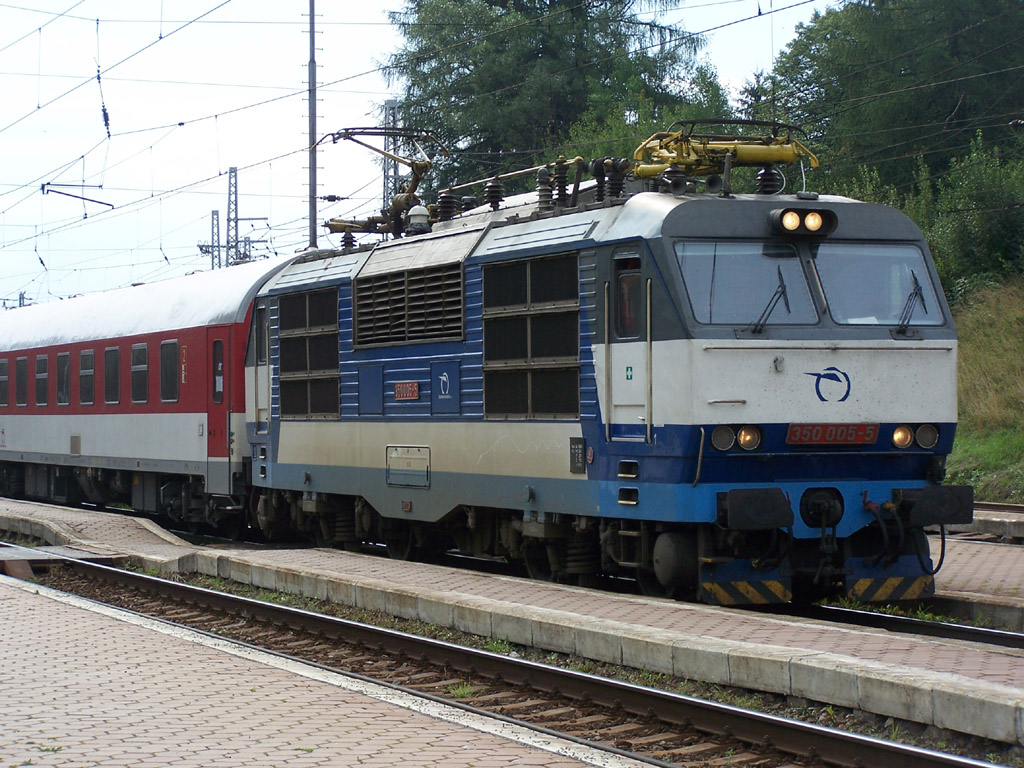
IC vonat Csorbán

Mivel a mai Szlovákia területe a trianoni békeszerződésig Magyarországhoz tartozott, ezért addig magyar vasúttársaságok (Magyar Királyi Államvasutak, Kassa–Oderbergi Vasút és számos HÉV-társaság) tulajdonában volt a vasúthálózat. 1920 után a Felvidéket valamint Kárpátalját megkapta Csehszlovákia, így a vonalak kezelése pedig a Csehszlovák Államvasutakhoz (ČSD) került.
Az önálló szlovák vasút 1993-ban jött létre először[forrás?] Železnice Slovenskej republiky (ŽSR) néven. 2002-ben széttagolták a céget, létrejött a Železničná spoločnosť a.s. (ZSSK), amely a személy- és árufuvarozást vette át, a ŽSR pedig azóta csak a vasúti infrastruktúráért felel.
2005-ben a ZSSK-t is felosztották. Megalakult a személyszállítással foglalkozó Železničná spoločnosť Slovensko a.s. (ZSSK), a teherszállítás pedig a Železničná spoločnosť Cargo Slovakia a.s.-hez (ŽSSK Cargo) került.

## Vonalak
3480 kilométeres normál nyomtávolságú vonalhálózatából 1578 km villamosított (45%). Különlegesség, hogy vonalainak északi fele 3000 V egyenárammal, déli része pedig 25 kV 50 Hz váltóárammal üzemel. Ennek eredményeképpen háromféle vontatójármű közlekedik a ZSSK vonalain, egyenáramú (általában zöld festésű), váltóáramú (piros) és kétáramnemű (kék).
A ZSSK üzemelteti a 42 km hosszú, villamosított Tátrai Villamosvasutat és Csorbatói Fogaskerekű Vasutat is.
Fővonalak
- Pozsony–Marchegg-vasútvonal (100)
- Pozsony–Břeclav-vasútvonal (110)
- Pozsony–Zsolna-vasútvonal (120)
- Puhó–Horní Lideč-vasútvonal (125)

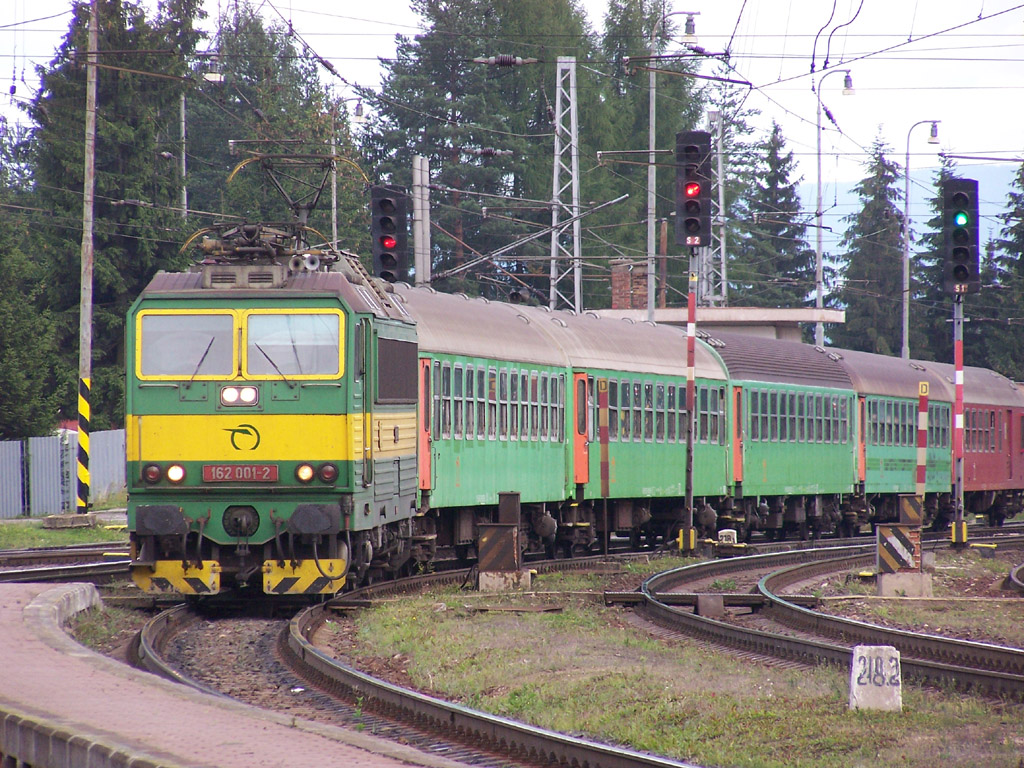
Egyenáramú mozdony vontatta személyvonat

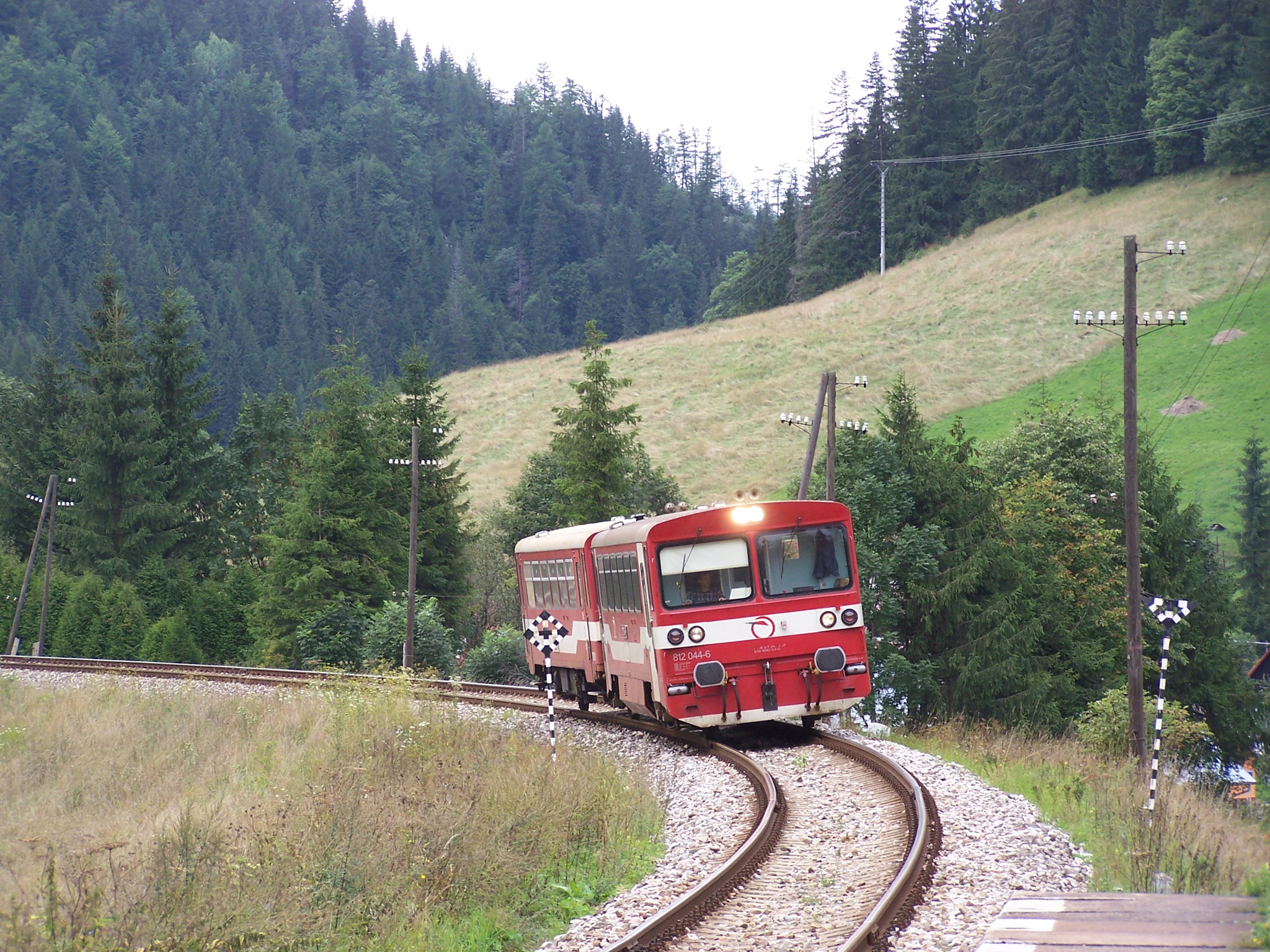
Motorvonat a Zólyom-Margitfalva vonalon

- Zsolna–Mosty u Jablunkova-vasútvonal (127)
- Pozsony–Párkány-vasútvonal (130)
- Érsekújvár–Privigye-vasútvonal (140)
- Érsekújvár–Zólyom-vasútvonal (150)
- Zólyom–Kassa-vasútvonal (160)
- Zólyom–Ruttka-vasútvonal (170)
- Zsolna–Kassa-vasútvonal (180)
- Kassa–Ágcsernyő–Csap-vasútvonal (190)

2002. február 1-jén 20 kevésbé kihasznált mellékvonalon szűnt meg a menetrend szerinti forgalom. 2011-ben további járatritkításokra került sor.

## Vonatok
- SC – SuperCity, a Cseh Vasút nagysebességű Pendolino motorvonata. A Slovenská Strela 2006 decembere óta közlekedik Pozsony és Prága között Pendolino szerelvénnyel. Pót- és helyjegy váltása kötelező.
- EC – EuroCity vonat, MÁV, ČD vagy DB-kocsikkal. Pótjegy váltása kötelező, a helyjegyváltás fakultatív.
- IC – InterCity vonat, nemzetközi forgalomban is, ZSSK, MÁV vagy ČD kocsikkal. Általában csak a nagyobb városokban állnak meg. Pót- és helyjegy váltása kötelező.
- Ex – Expresný vlak (expresszvonat), belföldi és nemzetközi forgalomban egyaránt. Nagyvárosok között közlekedik és csak a nagyobb városokban áll meg. A helyjegyváltás fakultatív, pótjegyet 2007 szeptembere óta nem kell venni.
- R – Rýchlik (gyorsvonat), nagyvárosok között közlekedik és csak a nagyobb településeken áll meg. Helyjegy váltható, pótjegyet 2007 szeptembere óta nem kell venni.
- Zr – Zrýchlený vlak (sebesvonat), általában csak nagyobb településeken áll meg. Pótjegyet nem kell rá venni.
- ER – EuroRegio, a szomszédos Ausztriába közlekedő nemzetközi személyvonat. Ilyen vonatok közlekednek Pozsonyból Bécsbe.
- Os – Osobný vlak (személyvonat), minden állomáson és megállóhelyen megáll.

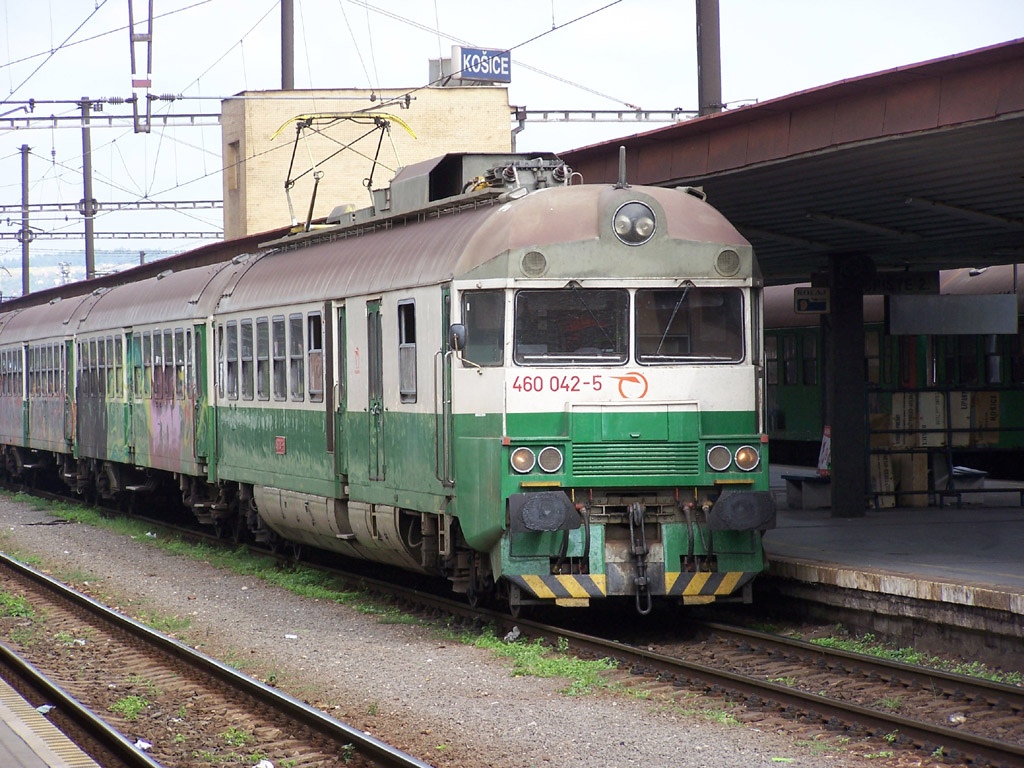
Villamos motorvonat a kassai főpályaudvaron

Az EuroCity vonatok általában a (Budapest-) Párkány–Pozsony–Jókút (-Prága) és a Kassa–Zsolna–Csaca (-Prága) útvonalon közlekednek. Az IC vonatok száma a többi országhoz képest elég csekély, mindössze Pozsony és Kassa között jár néhány vonatpár. Egy vonatpár elmegy Bécsig is Kassából. A gyorsvonatok a Pozsony–Zsolna–Kassa vonalon egész nap kétórás ütemben közlekednek. A többi fővonalon csak néhány közlekedik belőlük.
Magyarországról Szlovákiába néhány nemzetközi vonat közlekedik, számuk az utóbbi éveken jelentősen csökkent, néhány vonalon (Budapest - Rajka - Pozsony, Komárom - Révkomárom, Bánréve - Sajólénártfalva, Fülek - Somoskőújfalu, Párkány - Szob) megszűnt. Négy EuroCity Párkányon és Pozsonyon át Prága felé, egy EuroCity vonat Bohumínba, Metropol EuroNight Berlinbe, valamint a Rákóczi és a Hernád- InterCity Kassára közlekedik. Nemzetközi személyvonatok 2011 májusától már nem közlekednek.